# Barbados na Letnich Igrzyskach Olimpijskich 1988
Barbados na Letnich Igrzyskach Olimpijskich 1988 reprezentowało 17 sportowców – 16 mężczyzn i 1 kobieta. Chorążym reprezentacji był Elvis Forde.

## Skład kadry

### Boks
Mężczyźni
- Sean Knight
  - waga lekka – 17. miejsce

- Gregory Griffith
  - waga półśrednia – 17. miejsce

### Judo
Mężczyźni
- James Waithe
  - Waga średnia – 19. miejsce

### Kolarstwo
Kolarstwo torowe
Mężczyźni
- Vincent Lynch
  - Sprint – odpadł w 3 rundzie eliminacji

- Roderick Chase
  - 1000 m ze startu zatrzymanego – 24. miejsce
  - Wyścig na punkty – nie ukończył

### Lekkoatletyka
Mężczyźni
- Henrico Atkins
  - Bieg na 100 m (odpadł w 2 rundzie eliminacji)
  - Bieg na 200 m (odpadł w 1 rundzie eliminacji)

- Elvis Forde
  - Bieg na 400 m (odpadł w 2 rundzie eliminacji)

- Richard Louis
  - Bieg na 400 m (odpadł w 1 rundzie eliminacji)

- Seibert Straughn
  - Bieg na 400 m (odpadł w 1 rundzie eliminacji)

- Allan Ince
  - Bieg na 400 m przez płotki – (odpadł w 1 rundzie eliminacji)

- Allan Ince
Seibert Straughn
Richard Louis
Elvis Forde
  - Sztafeta 4 × 100 m – 9. miejsce

Kobiety
- Yolande Straughn
  - Bieg na 200 m (odpadła w 2 rundzie eliminacji)
  - Bieg na 400 m (odpadła w 1 rundzie eliminacji)

### Pływanie
Mężczyźni
- Paul Yelle
  - 50 m stylem dowolnym – 49. miejsce
  - 100 m stylem dowolnym – 61. miejsce
  - 100 m stylem motylkowym – 34. miejsce

### Skoki do wody
Mężczyźni
- Christopher Honey
  - Trampolina 3 m indywidualnie – 33. miejsce

### Żeglarstwo
Mężczyźni
- Brian Talma
  - Windsurfer – 33. miejsce

- Shane Atwell
  - Klasa Finn – 28. miejsce

- Howard Palmer
Michael Green
  - Klasa Star – 14. miejsce